# Marla Sokoloff
Marla Lynne Sokoloff (* 19. prosince 1980 San Francisco) je americká herečka a hudebnice. Nejvíce se proslavila rolemi v televizních seriálech Advokáti a Plný dům.

## Životopis
Marla se narodila v San Franciscu v Kalifornii. Je dcerou Cindi a Howarda Sokoloff. Má ruské a německé kořeny. Odmaturovala na Los Angelské Country High School for the Arts.

### Kariéra
S hereckou kariérou začala ve 12 letech (1993), kdy byla obsazena do role Gii Mahan v sitcomu televizní stanice ABC Plný dům. V roce 1998 získala roli recepční Lucy Hatcher v seriálu Advokáti.
Objevila se v několika televizních seriálech, ale mezi ty nejznámější patří role Diny, Joeho těhotné sestry, v osmé sérii seriálu Přátelé. V roce 2004 si zahrála ve třech epizodách seriálu Zoufalé manželky. V listopadu 2006 zářila v televizním seriálu stanice ABC Big Day. Poslední epizoda byla odvysílaná 30. ledna 2007.
Marla si zahrála v několika filmech, například Ať to stojí, co to stojí, Hele vole, kde mám káru?, Vánoce v Bostonu nebo Šílená láska. V roce 2008 získala roli v romantické komedii Pravidla hry. Svůj hlas propůjčila v roce 2010 filmu Bionicle: Zrození legendy. V mini-seriálu Meteor si zahrála roli Imogene. V roce 2012 se objevila v hlavní roli televizního filmu Svatba o Vánocích.

## Osobní život
V roce 2004 začala chodit s bubeníkem kapely Deadsy Alecem Purou a 7. listopadu 2006 se vzali. Jejich první dcera Elliotte Anne se narodila v únoru roku 2012. Druhá dcera Olive Mae se narodila v roce 2015.

## Filmografie

### Film
| Rok  | Název                                 | Role                    | Poznámky            |
| ---- | ------------------------------------- | ----------------------- | ------------------- |
| 1993 | A tak jsem si vzal řeznici            | Návštěvník              | nekreditovaná role  |
| 1995 | Dívčí klub                            | Margarite „Cokie“ Mason |                     |
| 1996 | Skutečný zločin                       | Vicki Giordano          |                     |
| 1997 | The Date                              | Stacey                  | krátkometrážní film |
| 1998 | The Climb                             | Leslie Himes            |                     |
| 2000 | Ať to stojí, co to stojí              | Maggie Carter           |                     |
| 2000 | Hele vole, kde mám káru?              | Wilma                   |                     |
| 2001 | Lincolská střední                     | Lisa Janusch            |                     |
| 2001 | Prairie Dogs                          | Starlett                | krátkometrážní film |
| 2004 | Playboy z prváku                      | Marjorie                |                     |
| 2004 | Luxusní nabídka                       | Eve Stuckley            |                     |
| 2004 | The Toolbooth                         | Sarabeth Cohen          |                     |
| 2005 | The Drive                             | Rachel                  | krátkometrážní film |
| 2009 | Pravidla hry                          | Julie Larabee           |                     |
| 2010 | Bionicle: Zrození legendy             | Kina (hlas)             |                     |
| 2010 | Gifts for Christmas                   | Della                   |                     |
| 2011 | The Chateau Meroux                    | Wendy                   |                     |
| 2011 | Scents and Sensibility                | Marianne Dashwood       |                     |
| 2016 | Do You Take This Man                  | Zoe                     |                     |
| 2017 | A Happening of Monumental Proportions | Mindy                   |                     |
| 2018 | Preschool in L.A.                     | slečna Allison          | krátkometrážní film |

### Televize
| Rok       | Název                                        | Role                | Poznámky                                   |
| --------- | -------------------------------------------- | ------------------- | ------------------------------------------ |
| 1993      | Boy Meets World                              | Paige               | díl: „Ať si dají dort“                     |
| 1993-94   | Plný dům                                     | Gia Mahan           | Vedlejší role, 8 dílů                      |
| 1994      | Krok za krokem                               | Marissa             | díl: „Mužských 13 let“                     |
| 1995      | Freaky Friday                                | Rachel French       | TV film                                    |
| 1995      | Kutil Tim                                    | Paige               | díl: „Nemůžu se dočkat“                    |
| 1995–1996 | Správná pětka                                | Jody Lynch          | vedlejší role, 7 dílů                      |
| 1996      | Takoví normální mimozemšťané                 | Dina                | díl: „Post-Nasal Dick“                     |
| 1997      | Over the Top                                 | Gwen Martin         | vedlejší role, 11 dílů                     |
| 1998      | Sedmé nebe                                   | Jen                 | díl: „Nic není věčné“                      |
| 1998–04   | Advokáti                                     | Lucy Hatcher        | vedlejší role, 113 dílů                    |
| 2001      | Strange Frequency                            | Darcy King          |                                            |
| 2001      | Noční přízraky                               | Julia               | díl: „My So-Called Life and Death“         |
| 2001      | Přátelé                                      | Dina Tribbiani      | díl: „Moničiny kozačky“                    |
| 2003      | Schůzka s temnotou: Dopadení Andrewa Lustera | Connie              | TV film                                    |
| 2004–2005 | Zoufalé manželky                             | Claire              | 3 díly                                     |
| 2005      | Vánoce v Bostonu                             | Gina                | TV film                                    |
| 2006      | Modern Men                                   | Molly Clark         | 3 díly                                     |
| 2006–2007 | Big Day                                      | Alice               | hlavní role, 12 dílů                       |
| 2008      | Alyx                                         | Alyx                | TV film                                    |
| 2009      | Status: Nežádoucí                            | Melanie             | díl: „Dáma v bílém“                        |
| 2009      | Asteroid Kassandra (nebo Meteor)             | Imogene O'Neil      | TV film                                    |
| 2009      | Past na ženicha                              | Jennifer Ellenback  | TV film                                    |
| 2009      | V těle boubelky                              | Mia Reynolds        | díl: „Blázen“                              |
| 2009      | Květinářka                                   | Laurel Havenford    | TV film                                    |
| 2010      | Gift of the Magi                             | Della Young         | TV film                                    |
| 2011      | Kriminálka New York                          | Abigail West        | díl: „Party Down“                          |
| 2012      | Svatba o Vánocích                            | Rebecca             | TV film                                    |
| 2013      | Melissa a Joey                               | Dr. Chelsea Mullins | díl: „Can't Hardly Wait“                   |
| 2014      | The Fosters                                  | Dani                | vedlejší role, 11 dílů                     |
| 2015      | Chirurgové                                   | Glenda              | díly: „Otázky bez odpovědi“ a „Vzdálenost“ |
| 2015      | Nouzové přistání                             | Chloe               | díl: „Kitchen Nightmare“                   |
| 2016      | Summer in the City                           | Mindy               | TV film                                    |
| 2016–2018 | Fuller House                                 | Gia Mahan           | 8 dílů                                     |
| 2018      | Hollywood Darlings                           | Marla               | díl: „Y2K“                                 |
| 2019      | The Road Home for Christmas                  | Linsdey             | TV film                                    |